# 山葉S-MAX
Yamaha SMAX為台灣山葉機車公司設計與製造販賣的一款水冷式速克達，設計師為葉青蒼先生，專案經理為陳紹弘先生，原廠將其定位為跑旅型速克達。在臺灣牌照領為普通重型機車。 因其名稱發音與相較TMAX較小的排氣量與類似的運動設計，因此被暱稱為S妹或小踢媽，在日本則被稱為Majesty S。原廠型號為XC155，另有衍生產品Force 155(XC155R)與SMAX 155 ABS(XC155NA)。

## 概要
SMAX以全新開發的引擎、車架、軸距，主要訴求高級運動型的跑旅設計，整合跑旅的華美風格與跑車的流線動感，強化Side Mole的結構造型，創造出前衛的新形態跨界車。
最早於2013年3月的大阪摩托車展與4月的東京摩托車展中展出，最大的亮點在於155cc排氣量、前後13吋輪胎、水冷引擎與右側置後避震設計，但卻沒有運動大羊必備的中央龍骨設計，2013年夏天於台灣發表上市
國內首見的155cc 4V水冷引擎是山葉繼Majesty 125後再次推出水冷車種，並將前輪後方水冷排移至引擎電盤右側，縮短散熱水路加強散熱(管路減少48%)，體積與重量相較上一代Majesty 125分別減少30%與60%，曲軸帶動風扇強制散熱，並加入國內小排氣量速客達首見的反向式平衡軸設計，有效抑止震動(減少10%-15%震動)。車架前面部分採用方、圓管並存的高剛性連結構造，並引入扭轉平衡支架與檔車慣用的懸臂支架設計(副翼樑)
SMAX的S代表Single單缸，也代表Sports(運動)、Sexy(性感)、Superior(優越)，而MAX代表最速最快，代表SMAX是單缸車種王者與運動型車款的涵義，與之相對應的有530cc排氣量的TMAX。
山葉原廠宣稱SMAX的鍛造活塞與當家跑車YZF-R1鍛造活塞同級，耐久度提高25%、往復重量減少13%、活塞整體高度減少11%。

## SMAX 155 (2013～2017年9月)[1]
| 排氣量                  | 155cc                                            |
| ----------------------- | ------------------------------------------------ |
| 引擎                    | 4行程水冷4V噴射引擎                              |
| 煞車系統                | 前碟單二卡鉗(碟盤267mm)、後碟單一卡鉗(碟盤245mm) |
| 前避震器                | 33mm潛望鏡式                                     |
| 後避震器                | MonoCross中置避震器                              |
| 前後輪胎                | 前輪120/70-13、後輪130/70-13                     |
| 大燈 定位燈 尾燈 方向燈 | H4鹵素大燈 LED LED 1156斜角鹵素                  |
| 儀表板                  | 液晶+指針                                        |
| 坐墊開啟 車廂容量       | 主開關組+坐墊自動開啟裝置 32L                    |
| 長寬高                  | 2030mm x 715mm x 1115mm                          |
| 乾燥重量                | 138kg                                            |
| 油箱                    | 7.4L                                             |